# NGC 2882
NGC 2882 est une galaxie spirale située dans la constellation du Lion. NGC 2882 a été découverte par l'astronome allemand Albert Marth en 1864.

## Caractéristiques
Sa vitesse par rapport au fond diffus cosmologique est de 2 474 ± 23 km/s, ce qui correspond à une distance de Hubble de 36,5 ± 2,6 Mpc (∼119 millions d'al).
À ce jour, sept mesures non basées sur le décalage vers le rouge (redshift) donnent une distance de 37,357 ± 1,841 Mpc (∼122 millions d'al), ce qui est à l'intérieur des valeurs de la distance de Hubble.
NGC 2882 présente une large raie HI.